# Guía de los perplejos
La Guía de los perplejos (en árabe, dalālat al-ḥā’irīn دلالة الحائرين; en hebreo, moré nevujim מורה נבוכים) es una obra filosófica judaica escrita por una de las autoridades hebreas más importantes del Medievo, el andalusí Maimónides (Córdoba, 1135 - Fustat, Egipto, 1284), a quien también se le conoce en hebreo como Moshé ben Maimón (abreviado, Rambam) y en árabe como Musa Ibn Maymun. Escrita originalmente en árabe hacia 1190, se tradujo al hebreo ya en época de su autor. Es considerada la más importante y la más universal de todas las obras de Maimónides.
Se conserva un manuscrito de escritura cursiva española, copiado en vitela en 1396 con una introducción de Samuel ibn Tibbon. Este manuscrito posee 496 páginas, escritas en dos columnas de 23 líneas por columna con 229 iluminaciones y se encuentra casi completo, con la excepción de una laguna entre dos de sus páginas. Este manuscrito fue descubierto por el bibliófilo David Solomon Sassoon en Yemen, pasando a formar parte de su biblioteca en Letchworth, Inglaterra; siendo descrito en su Descriptive Catalog of the Hebrew and Samaritan Manuscripts in the Sassoon Library. Tras la muerte de este, el libro fue adquirido por la Universidad de Toronto.

## El autor
La visión que caracterizaba a Maimónides se relaciona con la aplicación de su religión judía a la medicina. Según él, atender a los enfermos era casi un mandato religioso, pues sólo aquel que estaba sano era capaz de trabajar para santificar el universo. Este pensamiento no contradecía a los judíos ultraortodoxos, quienes sostenían que el hombre piadoso debía entregarse a Dios sin buscar apoyo alguno del hombre. Esta dedicación de Maimónides hacia sus pacientes le valió una gran reputación como médico, especialmente en Egipto, lo que atrajo la atención del palacio, haciendo que Saladino lo nombrara médico de la corte en 1171.
Otra de las características que marcaron la visión de Maimónides sobre la medicina, y que constituye uno de los puntos más destacables de esta, era la importancia que concedía al alma, así como a la influencia que esta tiene sobre el cuerpo, por lo que al curar a una persona, no sólo había que ocuparse de lo físico, sino que también había que mirar el alma. Por esta razón, Maimónides recomendaba a sus enfermos melancólicos e hipocondríacos que escucharan canciones y música, aconsejaba mostrarles imágenes bellas que los distrajeran, así como pasear por jardines. Sostenía además que los placeres demasiado intensos o demasiado frecuentes dañan tanto al alma como al cuerpo. Aquel que se convierte en juguete de sus sentidos –afirmaba– pierde su dignidad humana. De acuerdo con Alejandro Goic Goic, médico chileno y expresidente de la Academia Chilena de Medicina, estas recomendaciones de Maimónides revelan conocimientos, experiencia práctica y una gran sabiduría.
Como médico fue tremendamente respetado y admirado, como lo expresan los elogiosos versos del poeta Ibn Sina Almuk: "El arte de Galeno cura solamente el cuerpo, pero el de Maimónides cura el cuerpo y el alma. Con su sabiduría es capaz de curar la enfermedad de la ignorancia. Y si la luna apelara a su arte, de sus manchas la libraría, de todos sus defectos crónicos habría de despojarla: hasta la curaría de su palidez en la época de la conjunción."
Maimónides plasmó su sabiduría en diversos escritos, haciendo importantes contribuciones tanto en el campo de la ley judía como del saber médico. Por consiguiente, su obra tuvo gran influencia sobre la Escolástica del siglo XIII, y en particular sobre la de santo Tomás de Aquino y san Alberto el Magno. En el año 1200, a la edad de 65 años, Maimónides completó la versión final de su Guía de los perplejos, cuya primera versión había escrito diez años antes, en 1190, en idioma árabe.
De esta manera, Maimónides emergió como una figura importante en el pensamiento judío y de la vida religiosa en un período de un renacimiento judío sin precedentes, lo que fue marcado por una abertura hacia ideas teológicas y, especialmente, filosóficas.

## Público objetivo
La Guía de los perplejos de Maimónides es el primer intento con bases en interpretar el Judaísmo en términos filosóficos, y ha sido ciertamente el más influyente, como lo han entendido varios filósofos y religiosos que han analizado esta obra.
Maimónides escribió la Guía de los perplejos, tal como aclara en su introducción, con el objeto de: 

Dar luz al hombre piadoso que fue educado para creer en la verdad de nuestra Santa Ley, el cual conscientemente cumple sus deberes morales y religiosos, y, al mismo tiempo, ha seguido con acierto y aprovechamiento el estudio de la filosofía. Tiene también esta obra una segunda aspiración: Procura aclarar ciertas metáforas oscuras que se hallan en los Profetas, y que algunos lectores ignorantes y superficiales toman al pie de la letra. Aun las personas bien informadas quedarían perplejos y se confundirían si entendieran estos pasajes en su sentido literal; empero, se sentirán por completo aliviados de su confusión y perplejidad cuando les expliquemos las figuras o simplemente les indiquemos que las palabras se emplean en sentido alegórico.
Maimónides Guía de los perplejos.

En resumen, la obra está dirigida a estudiantes sobresalientes de la Torá que estén interesados en lograr convertirse en Jajam, el erudito que logra una visión propia, superior al aprendizaje de las distintas posturas, tal como era el objetivo de Joseph ben Judah, a quien la Guía fue dedicada. Maimónides, habiendo descubierto que su discípulo había avanzado lo suficientemente para una exposición de las ideas esotéricas de los libros de los profetas, comenzó a entregarle tales exposiciones "por medio de pistas." Su discípulo luego le rogó que le diera explicaciones para tratar temas metafísicos, e interpretar el sistema y el método del Kalam. Accediendo a esta petición, Maimónides compuso la Guía de los perplejos.

## Contenido y objetivos

### Contenido

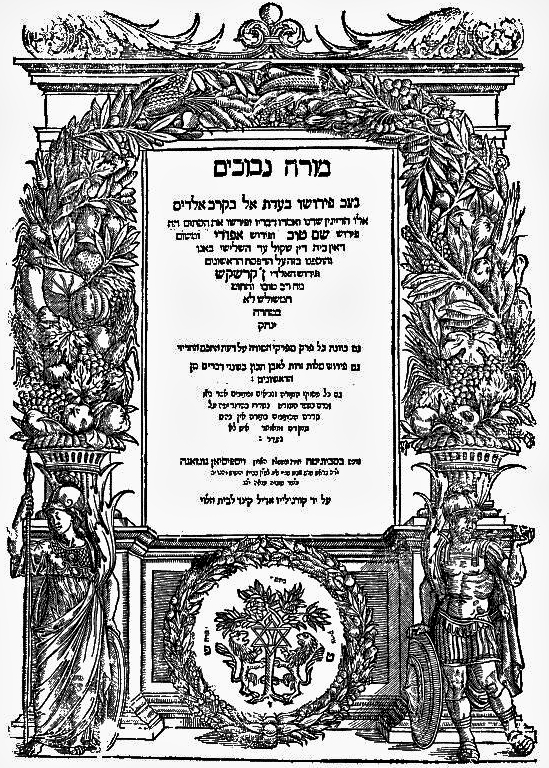
Guía de los Perplejos (Maimónides), versión impresa en hebreo, posterior a 1492.

En la Guía de los Perplejos encontramos todo su pensamiento filosófico y a continuación se expone un esquema de las ideas:
- Maimónides distingue tres grupos de seres creados: 
  - los minerales, las plantas y los seres vivos (incluyendo al hombre), compuestos de materia y forma perecederas.
  - Las esferas y las estrellas, en las cuales la forma es permanente.
  - Los seres dotados de forma, pero sin materia, como son los ángeles.
- Admite la creación como un acto conforme a la esencia divina, el cual abarca todos los seres, no tiene otro fin que a sí mismo y por lo tanto su duración es ilimitada.
- Prueba la existencia de Dios a partir de argumentos aristotélicos y afirma su unidad e incorporeidad.
- El alma es una en esencia, pero tiene cinco facultades: la fuerza vital, los sentidos, la imaginación, el apetito (pasiones y voluntad) y la razón (libertad y entendimiento).
- El entendimiento es la facultad que caracteriza al hombre, pero las demás le son comunes con la mayor parte de los animales. Éste puede ser pasivo (entendimiento material que sufre la acción de la vida orgánica, es inseparable del cuerpo e individual) o activo (adquirido o comunicado, separado del cuerpo).
- Habla del estado profético, constituido por una iluminación superior a lo que cada uno puede aspirar que produce el máximum de ciencia y dicha, entendiendo la profecía como una emanación de Dios que se extiende por medio del intelecto a la facultad racional y después sobre la facultad imaginativa.
- El hombre es libre y la libertad es una función de la inteligencia, y este intelecto, como forma del alma humana, es inmortal porque no necesita del alma para sus operaciones, sino que entiende separado absolutamente del cuerpo.
- La resurrección de los cuerpos se debe a la fe pero la razón no la puede demostrar aunque tampoco negar y la admite como un milagro compatible con la creación.
- El entendimiento constituye el verdadero fondo de nuestro ser, la parte inmortal del hombre y por eso el hombre debe encaminar todos sus actos a obtener la perfección suprema de esta facultad mediante el conocimiento de Dios; conocer y amar a Dios es el fin último de la vida.
- El hombre es libre y esta libertad, actuando como tal, puede por sus solas fuerzas realizar el bien desinteresadamente.[5]

Por supuesto, las enseñanzas en los escritos de Maimónides son diferentes a las que comunicaba oralmente, lo que debe haber influido en la introducción no tan de carácter filosófico de la obra. Por mucho que Maimónides haya querido escribir un tratado filosófico para una audiencia selecta y sofisticada, supo, una vez que lo terminó, que podía ser leída por cualquiera. Él también era consciente de que muchos de sus colegas rabinos, a los que él abiertamente ridiculizaba en la Guía por su falta de entrenamiento filosófico, leerían el libro, listos para caer sobre su autor debido a la primera expresión sobre una creencia no ortodoxa. Maimónides era un miembro importante en su comunidad, y deseaba mantener su posición en esta y dentro del mundo rabínico; por lo tanto eligió comenzar a escribir su obra en un estilo que era común a los tratados de interpretación bíblica de la época, lleno de su propia hermenéutica no filosófica. Sin embargo, fue incluyendo aspectos y bases filosóficas a medida que fue escribiéndola.
En el plano ético, la Guía de los perplejos se basa en el ideal del sabio y del profeta: aquel que se dedica al saber especulativo y procura acordarlo con la fe; éste añade al conocimiento racional el saber superior de la profecía, recibido por la gracia, así como la facultad de convertirse en legislador moral del hombre y de la sociedad. El filósofo Moses Mendelssohn, que era jorobado, acostumbraba decir: "la Guía de los perplejos encorvó mis espaldas y rectificó mi alma." Juzgando por la propia Guía así como también por una carta de Maimónides a Samuel ibn Tibbon, quien tradujo su obra al hebreo, las principales enseñanzas filosóficas a las que Maimónides se dedicó están esencialmente en relación con la lógica aristotélica, física y metafísica.
Aunque Maimónides introdujo intencionadamente inconsistencias en su tratado debido a la sensibilidad religiosa sobre el tema en cuestión o por razones pedagógicas, como sus observaciones introductorias en la Guía indican, no todas las inconsistencias en este enfoque, excepto evidentes y directas contradicciones, debieran ser explicadas de esta manera. Es importante tener en mente que la Guía no fue escrita para ser un trabajo filosófico dedicado a una exposición de física y metafísica, ni para naturalizar el alma humana, y tampoco está diseñada para servir como un sustituto de tales trabajos. Maimónides repetidamente recuerda a sus lectores sobre la extensa literatura filosófica acerca de estos temas, lo que trata como lectura obligatoria para los que están dispuestos y se esfuerzan por alcanzar la perfección. Más bien, la Guía es un trabajo teológico interpretativo dedicado a la solución de los dilemas que surgen de una completa y amplia comparación entre la tradición judía y la filosofía aristotélica islámica. Maimónides en ningún momento presenta su propia visión del mundo completamente, y es al menos cuestionable si alguna vez buscó desarrollar su propia filosofía de una manera sistemática.
Maimónides ciertamente acepta el enfoque aristotélico del entendimiento de la existencia en la mayoría de sus bases y fundamentos, una aceptación ya identificable en sus primeros escritos. El médico vacila, sin embargo, entre diferentes filósofos individuales en formular sus enfoques a temas particulares, no siempre eligiendo o decidiendo una visión específica. En algunos temas parece mediar entre el enfoque de ciertos filósofos y las visiones tradicionales judías (como por ejemplo sobre el rol preciso de Dios en milagros específicos). Maimónides no logra abordar estos problemas explícitamente tal vez por razones de esoterismo, o tal vez porque él mismo no las había respondido completa o satisfactoriamente según su opinión. Aunque parezca que Maimónides rechazaba directamente las visiones de los filósofos, especialmente la visión de un universo primordial, su presentación no es inequívoca, lo que sugiere que debe haber adoptado una doctrina esotérica. Incluso aquí puede verse el caso de que Maimónides nunca llegó a una conclusión final a pesar de su comprensión de la teología y la filosofía al respecto.
La confusión con la que Maimónides parte la Guía no es, sin embargo, solamente entre ciencia y fe, o filosofía y teología, sino que es también entre ciencia y ciencia, y entre fe y fe. Maimónides comienza ya habiendo elegido sus modelos religiosos y científicos, pero luego procede a analizar sus elecciones, incluso usándolas de argumento entre ellas. Maimónides, por lo tanto, se ve envuelto en un argumento hermenéutico interno, el que trata de proteger del lector detrás de una serie de elaboradas contradicciones.

### Primer objetivo
La Guía de los perplejos se compone de las siguientes partes: 1. Una exposición de las ideas esotéricas (sodot) en los libros de los profetas. 2. Un tratamiento de determinados problemas metafísicos. 3. Un examen del sistema y método de la Kalam. Estos títulos representan y resumen bien los contenidos de la Guía, pero en la segunda parte de la introducción, en la que se define el tema de esta obra, el autor observa solamente el tema primeramente mencionado: "Mi principal objetivo es explicar algunos términos que ocurren en los libros proféticos. De éstos, algunos son homónimos, algunos figurativos y algunos términos híbridos."

### Segundo objetivo
"Este trabajo también tiene un segundo objetivo, el cual está diseñado para explicar ciertas figuras oscuras en relación a los profetas y que no son distintamente caracterizados como figuras". A pesar de esta observación citada de la introducción, no debe ser inferido que Maimónides abandonó su objetivo original; para lo cual examina el Kalam en los últimos capítulos de la primera parte, y trata sobre ciertos temas metafísicos en el comienzo de la segunda parte. Pero en esta última cita mencionada él se limita a sí mismo a un esbozo del objetivo principal de este tratado, y advertidamente deja sin mencionar los otros dos temas, lo que, por importante que pueda ser, adquiere aquí un interés subordinado. Tampoco consideró necesario explayarse en estos temas; él solamente escribió para el estudiante, para quien una mera referencia a trabajos sobre filosofía y ciencia sería suficiente. Por esta razón se pueden encontrar frases como "Esto es discutido más detalladamente en trabajos sobre metafísica." Por referencias de este tipo que el autor puede haber incluido para tratar de crear un gusto por el estudio de trabajos filosóficos.

### Parábolas y analogías
Acerca de este "segundo propósito" de la composición, Maimónides dice también en su introducción que éste consiste en explicar las oscuras parábolas de los profetas, interpretar su sentido interno o esotérico. El autor insiste en la dificultad de la interpretación y en el residuo inevitable de significados inexplicados en las parábolas y sus referentes ontológicos, tomados de la física y la metafísica. Estos temas tienen una dimensión misteriosa, según él, un núcleo secreto el cual es totalmente comprendido sólo ocasionalmente y que no puede ser comunicado, excepto a través de un relato en forma de parábola. Aunque Maimónides deja claro que parte de la razón para tal discurso indirecto, especialmente en aquellos relacionados con las escrituras, es político, para ocultar la verdad del "vulgo", que malentendería e incluso se opondría a la enseñanza que trata de transmitir la parábola. Como él dice, "La situación es tal que la exposición de uno que desea enseñar sin recurrir a parábolas y acertijos es tan oscura y breve como hacer que la oscuridad y la brevedad sirvan en lugar de las parábolas y acertijos." Su propio camino interpretativo, dice él, es dar pistas "que acerquen a una clara exposición" de términos y parábolas, sin inventar nuevas o intentar un análisis exhaustivo de las escrituras. Dentro de sus propósitos, entonces, la Guía es un trabajo de interpretación bíblica con una clara hermenéutica establecida, aunque no cada término o pasaje de las escrituras puede ser aplicado a cada persona.
De hecho, en un principio, Maimónides había planeado escribir dos trabajos distintos: Sefer ha-nebuah, Un Libro Sobre la Profecía, y Sefer ha-shevaah, Un Libro de Reconciliación. En el primero el intentaría explicar pasajes difíciles de la Biblia, y en el segundo, interpretar esos pasajes en relación con el Midrash y al Talmud, ya que parecían estar en conflicto con el sentido común. Con respecto al Libro de Reconciliación, abandonó su plan porque se dio cuenta de que ni lo aprendido ni lo no aprendido serían de utilidad, y se consideraría como superfluo y tedioso. El tema que estaba destinado para el Libro Sobre la Profecía se trató en la Guía, y también algunos pasajes que ocasionalmente ocurren en el Talmud y en el Midrash son explicados.
En la introducción a la Guía, Maimónides, además de describir los objetivos de su obra y el método que siguió para componerla, también se refiere a la interpretación de analogías, da "direcciones para el estudio del trabajo" y discute las causas frecuentes de la inconsistencia entre autores.
A través de los tiempos, tal como las Sagradas Escrituras, la Guía de los perplejos ha tenido diversas interpretaciones. Esto, especialmente debido a la insuficiencia de los instrumentos interpretativos de los que Maimónides dependió. Esta insuficiencia, sin embargo, es al mismo tiempo su fortaleza ya que lleva siempre a nuevas construcciones y nuevas perspectivas. Pero es esta complejidad de resolver y analizar todos los aspectos de la vida como el judaísmo las ha formulado tanto a través del estudio de las Leyes como de la filosofía lo que llevó a Maimónides a centrarse en su objetivo, guiar a los perplejos.

## Manuscrito miniado de 1348
El minaturista Jaume Ferrer Bassa fue el autor de la iluminación de diversos manuscritos medievales, entre los que figuran también algunos manuscritos hebreos. Entre estos últimos se destacan las imágenes de la copia de la Guía de perplejos de Maimónides traducida del hebreo por Samuel ibn Tibon (1150-1230), preservada en la Real Biblioteca Danesa (Copenhague, Det Kongelige Bibliotek, Cod. Heb. XXXVII), y, a raíz de ello, generalmente conocida como "Maimónides de Copenhague". Se trata de un volumen de rica imaginería y delicadamente decorado, incluyendo esto también sus cartelas e iniciales.
El encargo lo hizo Menachem Betsalel, el médico judío de Pedro el Ceremonioso en Barcelona; al morir Betsalel víctima de la peste, el rey brindó apoyo económico a su viuda.
En 2007, Dalia R. Halperin analizó el así-llamado Mahzor Catalán, un libro de oraciones decorado en el siglo XIV que se conserva en la Biblioteca Nacional de Israel. Tras comparar similitudes entre esta obra y el Libro de horas de la reina María de Navarra, concluye que existe una clara relación entre el autor de esta iluminación y el hipotético colaborador judío de Bassa.
Posiblemente las escenas principales hayan sido realizadas por Bassa, mientras que los demás motivos y decoración marginal fueron desarrollados por el colaborador judío de Bassa.

## Galería de imágenes

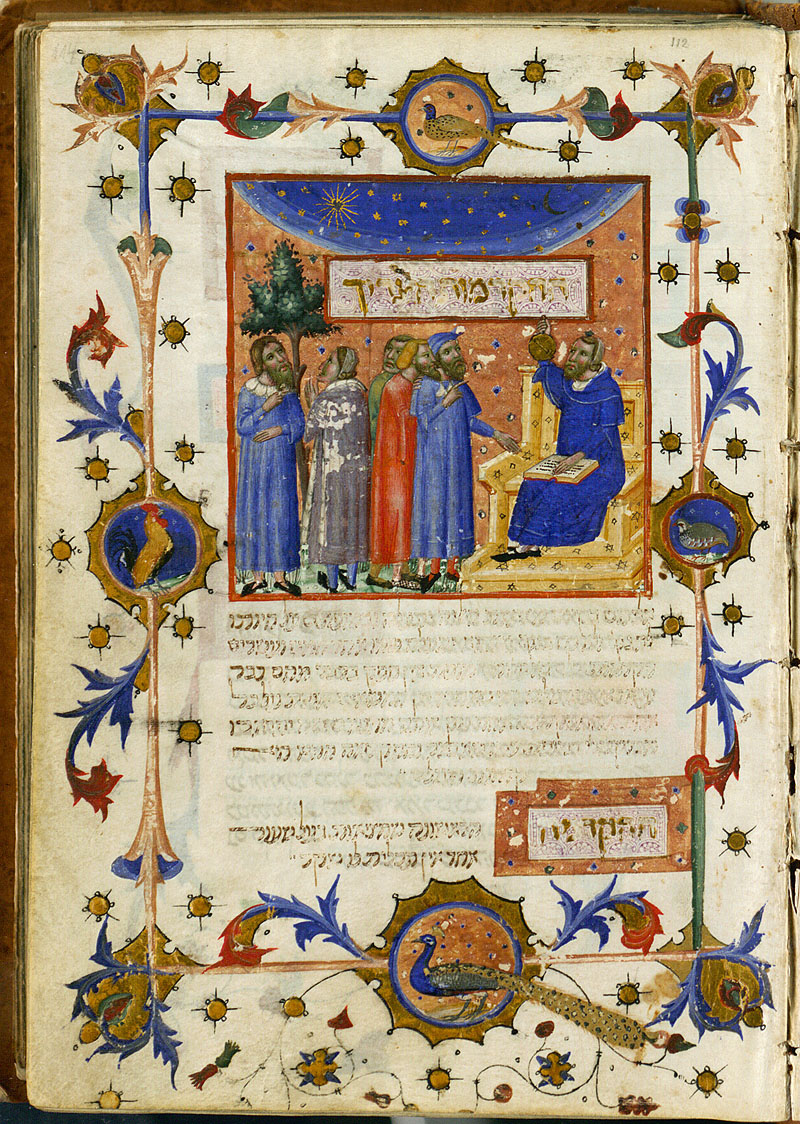
Inicio de la segunda parte. Astrolabio en mano, Maimónides enseña acerca de "la medida del hombre" en relación a aquellas de los astros y el universo.
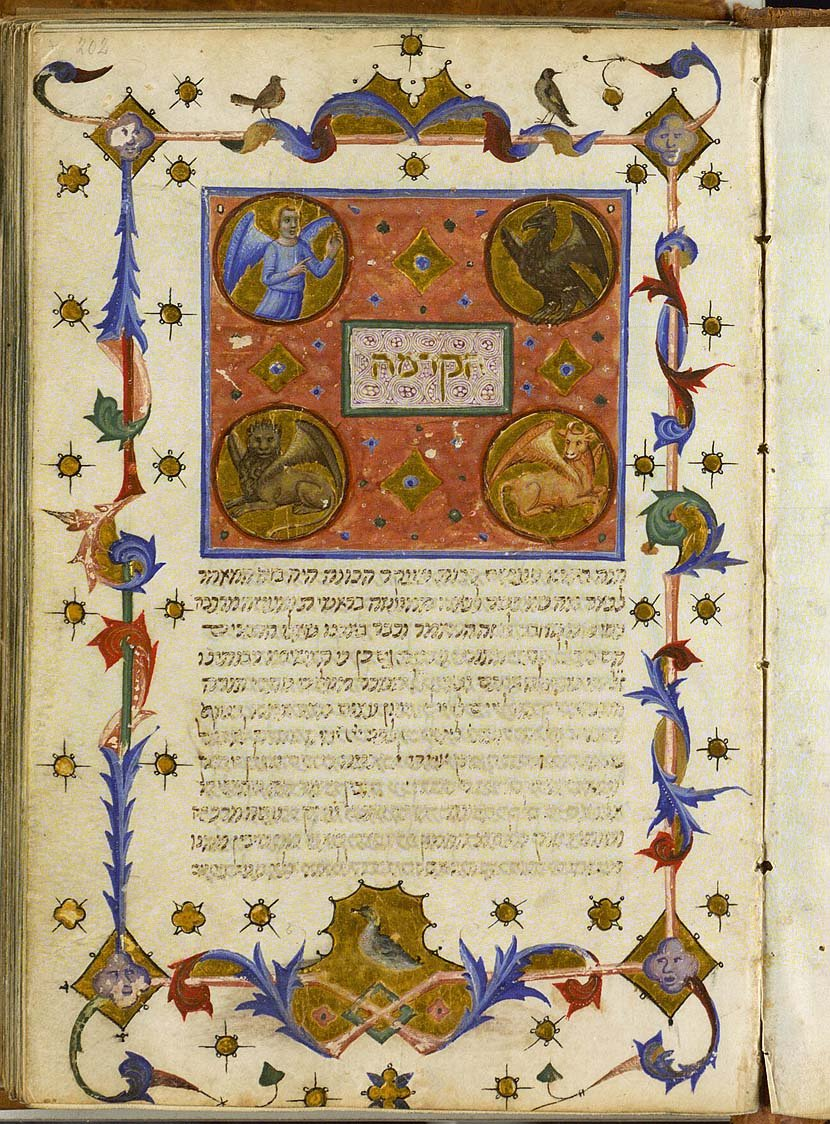
Prólogo para la tercera parte, con imagen inspirada por el tetramorfos que figura en la Visión de Ezequiel (Ezequiel 1:10).